# West Line (Missouri)
West Line est un village du comté de Cass, dans le Missouri, aux États-Unis,. Situé à l'est du comté, il est créé en 1870 et incorporé en 1975.

## Démographie
Lors du recensement de 2010, le village comptait une population de 97 habitants. Elle est estimée, en 2016, à 103 habitants.

## Source de la traduction
- (en) Cet article est partiellement ou en totalité issu de l’article de Wikipédia en anglais intitulé « West Line, Missouri » (voir la liste des auteurs).